# Legge di Dolbear

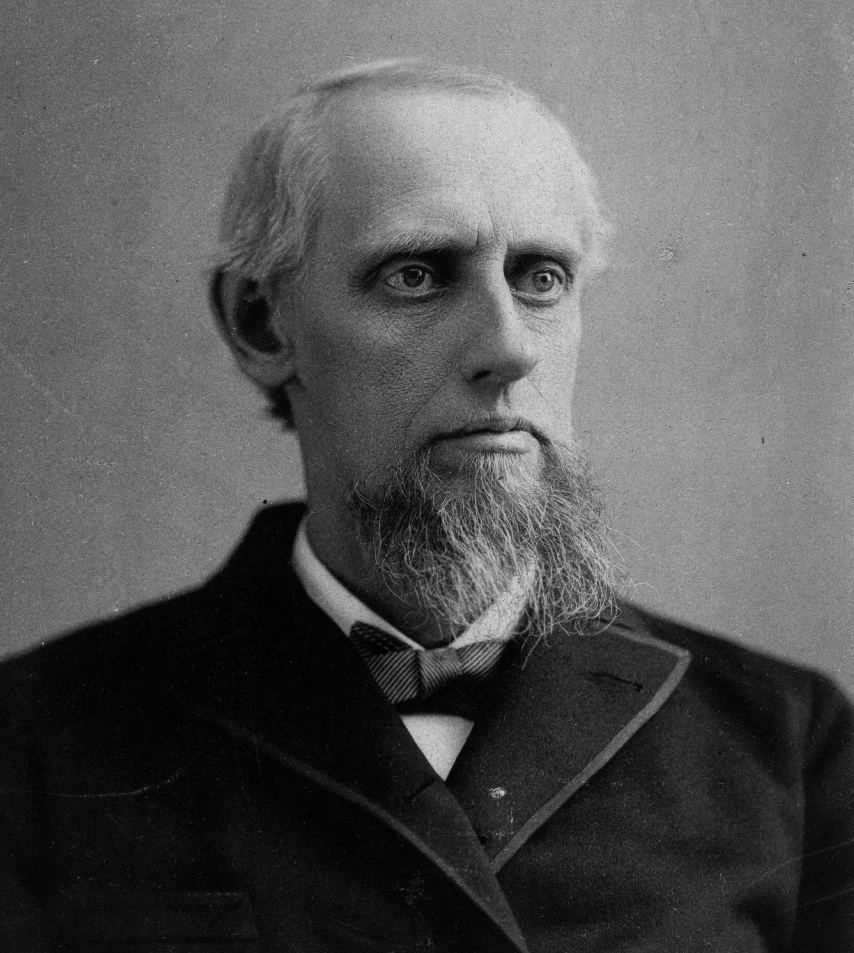
Amos Dolbear nel 1880

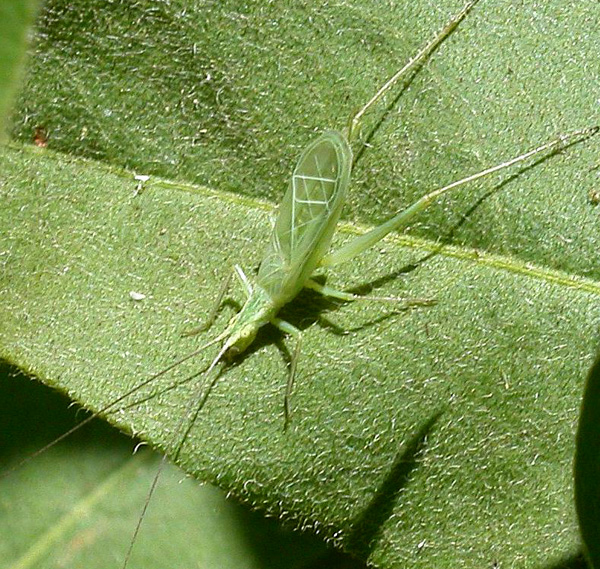
Un esemplare di Oecanthus fultoni

La legge di Dolbear stabilisce una relazione fra il numero di friniti dei grilli e la temperatura dell'ambiente circostante. Fu formulata da Amos Dolbear e pubblicata nel 1897 in un articolo intitolato The Cricket as a Thermometer ("Il grillo come termometro"). Dolbear non specificò la specie di grillo che osservò, anche se i ricercatori seguenti presunsero che si trattasse dell'Oecanthus niveus. Successivamente il nome scientifico del grillo venne corretto in Oecanthus fultoni.
Le osservazioni di Dolbear sul rapporto fra il tasso di friniti e la temperatura furono tuttavia precedute da una relazione del 1881 di Brooks, anche se questo lavoro passò inosservato, almeno fino alla pubblicazione dell'articolo di Dolbear.

## L'equazione

### Fahrenheit
Dolbear espresse la relazione mediante la seguente formula, la quale cerca di stimare la temperatura TF in gradi Fahrenheit dal numero N di friniti per minuto:
{\displaystyle T_{F}=50+\left({\frac {N-40}{4}}\right).}
Per semplificare la formula, si può utilizzare il numero di friniti ogni 15 secondi ({\displaystyle N'}):
{\displaystyle \,T_{F}=40+N'}

### Celsius
Riformulata per ottenere la temperatura in gradi Celsius (°C), l'equazione diventa:
{\displaystyle T_{C}=10+\left({\frac {N-40}{7}}\right).}
In questo caso, la formula semplificata si ottiene considerando il numero di friniti per 8 secondi ({\displaystyle N''}) e aggiungendo 5 (questa formula è abbastanza accurata fra i 5 ed i 30 °C):
{\displaystyle \,T_{C}=5+N''}

## Nella cultura di massa
- La legge di Dolbear è citata nell'episodio di The Big Bang Theory della terza stagione La congettura del grillo parlante.[5]
- La legge di Dolbear è citata nel romanzo Leielui di Andrea De Carlo.
- La legge di Dolbear è citata anche nel romanzo "Being Dead" di Jim Crace, 1999 ("Una storia naturale dell'amore", 2004, Ed. Guanda).